# Göttlesbrunn-Arbesthal
Göttlesbrunn-Arbesthal är en kommun i Österrike. Den ligger i distriktet Bruck an der Leitha i förbundslandet Niederösterreich, 32 km sydost om huvudstaden Wien. 
Kommunen består av två orter (Ortschaften) (inom parentes invånarantal 1 januari 2024):
- Arbesthal (513)
- Göttlesbrunn (948)